# Jacopo del Sellaio
Jacopo del Sellaio, właściwie Jacopo di Arcangelo (ur. 1442 we Florencji, zm. 1493 tamże) – włoski malarz, tworzący w okresie Odrodzenia.
Giorgio Vasari wymienia go jako ucznia Filippo Lippiego. W jego wczesnej działalności artystycznej widoczne są wpływy Sandra Botticellego (tymi cechami odznacza się obraz przedstawiający Zwiastowanie, obecnie  we florenckim  kościele Santa Lucia dei Magnoli). Dziesięć lat później Jacopo del Sellaio pracował wraz z Boticellim i Bartolomeo di Giovannim nad serią obrazów będących ilustracjami do Dekameronu Boccacia (pierwszy i drugi obraz w madryckim muzeum Prado, czwarty we florenckim Collezione Pucci). Później w jego twórczości pojawiać zaczęły się wpływy Domenico Ghirlandaio (Pietà, 1483, obecnie w Berlinie; Ukrzyżowanie ze świętymi, 1490). Zaangażowany był również w dekorowanie skrzyń cassoni (Estera i Aswerus we florenckiej Galerii Uffizi, Pojednanie Rzymian i Sabinów, Philadelphia Museum Of Art).